# Ljus lergeting
Ljus lergeting (Odynerus melanocephalus) är en stekelart som först beskrevs av Gmeling 1790.  Ljus lergeting ingår i släktet lergetingar, och familjen Eumenidae. Enligt den finländska rödlistan är arten nationellt utdöd i Finland. Enligt den svenska rödlistan är arten nära hotad i Sverige. Arten förekommer i Götaland, Öland och Svealand. Arten har tidigare förekommit på Gotland men är numera lokalt utdöd. Artens livsmiljö är torra gräsmarker.

## Underarter
Arten delas in i följande underarter:
- O. m. armeniacus
- O. m. cypriacus
- O. m. latus
- O. m. robustus